# Welcome to Dongmakgol
Welcome to Dongmakgol (웰컴 투 동막골?, Welkeom tu DongmakgolLR) è un film del 2005 scritto e diretto da Park Kwang-hyun.

## Trama
Nel 1950, durante la guerra di Corea, soldati di schieramenti opposti si ritrovano nel piccolo villaggio di Dongmakgol, dove gli abitanti vivono pacificamente e inconsapevoli del conflitto.